# Box-office France 1951
Cet article traite du box-office de 1951 en France.

## Les films de plus de deux millions d'entrées
| Classement | Titre                          | Pays                            | Réalisateur                                       | Box-office France |
| ---------- | ------------------------------ | ------------------------------- | ------------------------------------------------- | ----------------- |
| 1.         | Samson et Dalila               |                                 | Cecil B. DeMille                                  | 7 116 442 entrées |
| 2.         | Andalousie                     |                                 | Robert Vernay                                     | 5 735 113 entrées |
| 3.         | La Flèche et le Flambeau       |                                 | Jacques Tourneur                                  | 4 287 220 entrées |
| 4.         | Les Mines du roi Salomon       | Compton Bennett / Andrew Marton | 4 108 770 entrées                                 |                   |
| 5.         | Le Roi des camelots            |                                 | André Berthomieu                                  | 4 059 172 entrées |
| 6.         | Demain il sera trop tard       |                                 | Léonide Moguy                                     | 3 998 319 entrées |
| 7.         | Chacun son tour                |                                 | André Berthomieu                                  | 3 810 569 entrées |
| 8.         | Un grand patron                | Yves Ciampi                     | 3 737 966 entrées                                 |                   |
| 9.         | Caroline chérie                | Richard Pottier                 | 3 602 845 entrées                                 |                   |
| 10.        | Topaze                         | Marcel Pagnol                   | 3 184 380 entrées                                 |                   |
| 11.        | Alice au pays des merveilles   |                                 | Clyde Geronimi / Wilfred Jackson / Hamilton Luske | 3 072 402 entrées |
| 12.        | Les Deux Gamines               |                                 | Maurice de Canonge                                | 2 835 677 entrées |
| 13.        | L’Auberge rouge                | Claude Autant-Lara              | 2 662 329 entrées                                 |                   |
| 14.        | Ma femme est formidable        | André Hunebelle                 | 2 632 597 entrées                                 |                   |
| 15.        | Garou-Garou, le passe-muraille | Jean Boyer                      | 2 566 767 entrées                                 |                   |
| 16.        | La nuit est mon royaume        | Georges Lacombe                 | 2 533 125 entrées                                 |                   |
| 17.        | Piédalu à Paris                | Jean Loubignac                  | 2 519 976 entrées                                 |                   |
| 18.        | Kim                            |                                 | Victor Saville                                    | 2 514 860 entrées |
| 19.        | Barbe-Bleue                    |                                 | Christian-Jaque                                   | 2 504 062 entrées |
| 20.        | Musique en tête                |                                 | Georges Combret / Claude Orval                    | 2 491 684 entrées |
| 21.        | Le Garçon sauvage              | Jean Delannoy                   | 2 490 155 entrées                                 |                   |
| 22.        | Knock                          | Guy Lefranc                     | 2 432 562 entrées                                 |                   |
| 23.        | La Flèche brisée               |                                 | Delmer Daves                                      | 2 399 101 entrées |
| 24.        | Messaline                      |                                 | Carmine Gallone                                   | 2 395 096 entrées |
| 25.        | L'Île au trésor                |                                 | Byron Haskin                                      | 2 264 778 entrées |
| 26.        | L'Aigle du désert              | Frederick de Cordova            | 2 223 825 entrées                                 |                   |
| 27.        | Journal d'un curé de campagne  |                                 | Robert Bresson                                    | 2 189 131 entrées |
| 28.        | Capitaine sans peur            |                                 | Raoul Walsh                                       | 2 154 727 entrées |
| 29.        | Boniface somnambule            |                                 | Maurice Labro                                     | 2 105 704 entrées |
| 30.        | Le Fleuve                      |                                 | Jean Renoir                                       | 2 056 012 entrées |
| 31.        | Boîte de nuit                  |                                 | Alfred Rode                                       | 2 050 958 entrées |
| 32.        | Sans laisser d'adresse         | Jean-Paul Le Chanois            | 2 022 371 entrées                                 |                   |
| 33.        | Le Mensonge d'une mère         |                                 | Raffaello Matarazzo                               | 2 014 639 entrées |